# Péreuil
Péreuil korábbi község Franciaországban, Charente megyében. Lakosainak száma 282 fő (2018. január 1.). Péreuil Angeduc, Aubeville, Blanzac-Porcheresse, Jurignac, Ladiville, Saint-Aulais-la-Chapelle, Saint-Bonnet és Val des Vignes községekkel határos.
2016. január 1-jén három másik korábbi községgel egyesült és az így létrejött Val des Vignes új község része lett.

## Népesség
A település népességének változása:
| Lakosok száma | 487  | 446  | 385  | 410  | 393  | 408  | 401  | 405  | 420  | 282  |
|               | 1962 | 1968 | 1982 | 1990 | 1999 | 2008 | 2011 | 2013 | 2017 | 2018 |